# Cónclave de 1914
El cónclave papal de 1914 se llevó a cabo para elegir al sucesor del Papa Pío X, que había muerto en el Vaticano el 20 de agosto de 1914. Para llenar la sede vacante, fue elegido el cardenal Giacomo della Chiesa: Benedicto XV.

## Contexto político
Con Europa enfrentando la Primera Guerra Mundial, quien fuera seleccionado se enfrentaría a la dificultad de dirigir a la Santa Sede a través de la guerra para terminar todas las guerras, en la que las católicas Bélgica y Francia serían atacadas por la protestante Alemania, que contaba con el apoyo de Austria; mientras que los protestantes del Reino Unido de Gran Bretaña e Irlanda y la Rusia ortodoxo estaba alineado al lado de Francia. Los críticos se preguntaban si la Santa Sede debía permanecer neutral o si debe asumir una posición de liderazgo moral sobre el comportamiento de los combatientes diversos.
El cónclave reunió a los cardenales de las naciones combatientes, incluyendo a Károly Hornig de Austria-Hungría, Luçon Luis de Francia, Felix von Hartmann de Alemania y Francis Bourne con Michael Logue del Reino Unido.

## Veto abolido
Después del funeral del popular pero controvertido Papa Pío X, los cardenales se reunieron en el cónclave a finales de agosto de 1914. Una diferencia importante con los cónclaves anteriores fue que esta vez ningún monarca secular podía utilizar un veto sobre algunos de los cardenales, para impedir su elección como Papa, como resultado de la legislación promulgada por Pío X (Constitución Apostólica Commissum Nobis), que establece que todo aquel que trate de introducir un veto en el cónclave estaría incurriendo en automática excomunión. Por primera vez en siglos los cardenales podían votar y decidir ellos solos la elección.

## El curso del cónclave

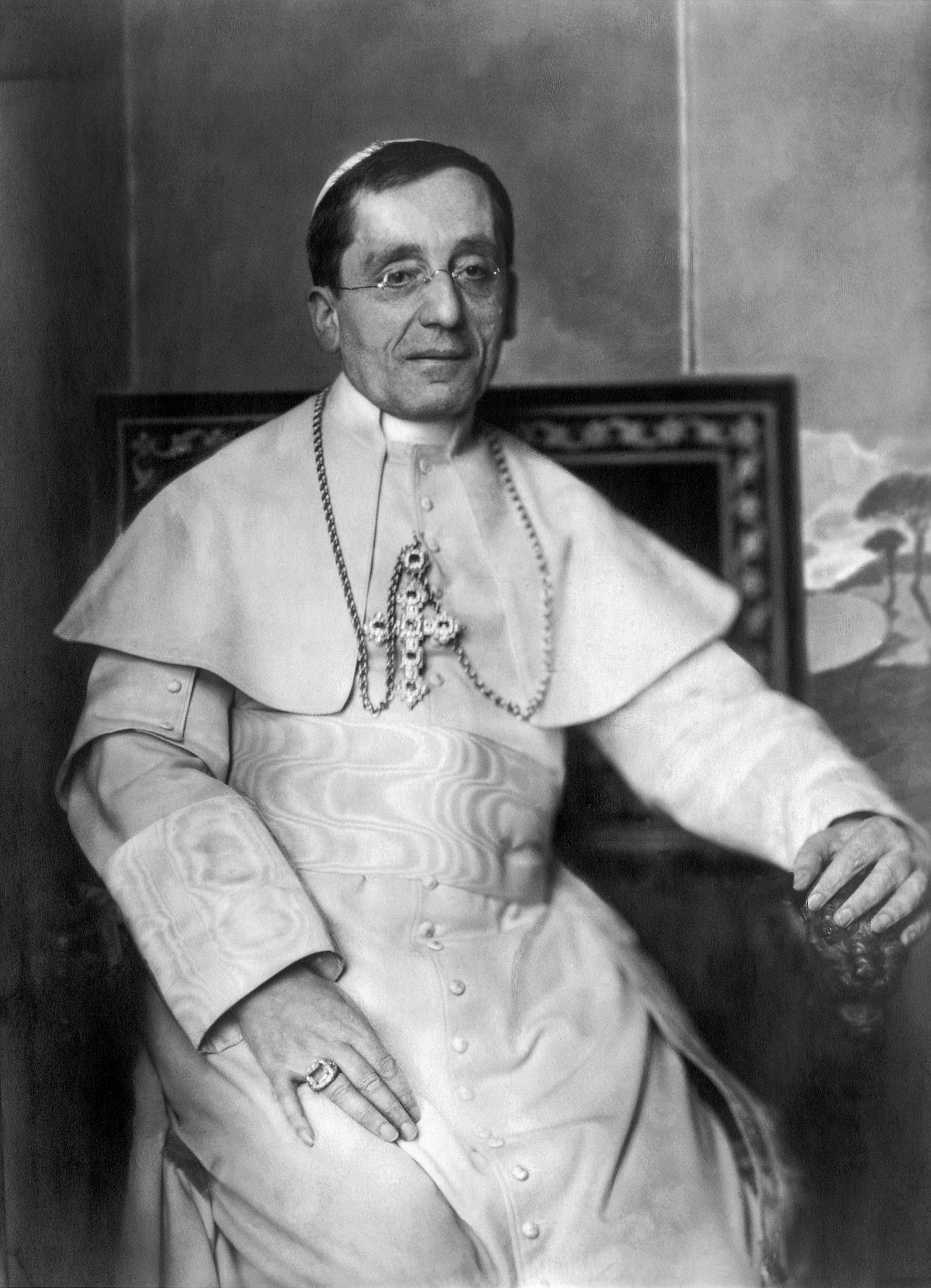
Benedicto XV, en el año 1915.

El cónclave reunido en la Capilla Sixtina se inició el 31 de agosto. Desde el comienzo de éste, estaba claro que sólo había tres posibles ganadores. Domenico Serafini, un benedictino y asesor en el Santo Oficio que se ganó el apoyo de la Curia por su propuesta de continuar la campaña anti-modernista de Pío X como su principal prioridad. Sin embargo, muchos otros cardenales creían que se necesitaba un Papa con un enfoque diferente como era el arzobispo de Pisa Pietro Maffi, que era considerado muy liberal, pero estaba con la marca de estar muy cerca de la Casa de Saboya. Giacomo della Chiesa, arzobispo de Bolonia, era el punto intermedio entre Maffi y Serafini, pero en las votaciones preliminares que estaba igualado con Maffi y parecía estar ganando algo de apoyo de las facciones conservadoras. Della Chiesa obtuvo una ventaja de cinco votos después del cuarto escrutinio, y esta vez se dilucidaba que Maffi no tenía esperanza alguna de obtener los dos tercios necesarios de votos, convirtiéndose Serafini en el principal oponente de Della Chiesa. El 3 de septiembre de 1914, en la décima votación, todos los partidarios de Maffi dieron sus votos a Della Chiesa, siendo elegido Papa. Tomó el nombre de Benedicto XV. 
Según se informó, Della Chiesa había sido elegido por un voto. De acuerdo con las normas vigentes de la época, las cédulas de votación poseían una numeración en el reverso, de modo que, si la elección se había decididido por un solo voto, se podría comprobar si la persona elegida había votado a favor de sí mismo, en cuyo caso la elección sería nula. De acuerdo a esa cuenta, el cardenal Rafael Merry del Val, quien había sido secretario de Estado de Pío X, insistió en que las papeletas fueran revisadas para asegurarse de que Della Chiesa no había votado a favor de sí mismo. La revisión confirmó la validez de la elección: el cardenal Della Chiesa había votado por Serafini. Cuando los cardenales ofrecieron su homenaje al nuevo Papa, Benedicto XV habría dicho a Merry del Val, "La piedra que desecharon los arquitectos es ahora la piedra angular". A lo que Merry del Val respondió con un  versículo del Salmo 118: "Ésa fue la obra del Señor, estamos maravillados".
El cardenal Merry del Val no fue reelegido como secretario de Estado por el nuevo Papa, pero fue nombrado secretario de la Suprema Sagrada Congregación del Santo Oficio.